# گوستاو-آدلف ایرن
 گوستاو-آدلف ایرن (انگلیسی: Gustave-Adolphe Hirn؛ زاده ۲۱ اوت ۱۸۱۵ درگذشته ۱۴ ژانویهٔ ۱۸۹۰) یک فیزیک‌دان، و ستاره‌شناس اهل فرانسه بود. 